# Сэнсом, Джордж Бэйли
Сэр Джордж Бэйли Сэнсом (англ. George Bailey Sansom, 28 ноября 1883, Лондон, Великобритания, — 8 марта 1965, Тусон, Аризона, США) — английский дипломат и историк, специалист в области исследования Японии на западе. Член орденов Британской империи и Святого Михаила и Святого Георгия.

## Биография
Сэнсом родился в Лондоне в графстве Кент в 1883 году. Хотя его отец занимался кораблестроением, он смог дать сыну хорошее образование образование. Молодой человек учился во Франции и Германии, включая Гисенский университет и Марбургский университет в Германии. Он сдал экзамены и поступил на службу в британское консульство дипломатом в сентябре 1903 года.
В 1904 году Сэнсом прибыл в Японию в Токио вместе с Британской миссией изучать японский язык. Как студент-переводчик в Нагасаки, он начал свою карьеру в Японии, и она длилась довольно долго, лишь иногда прерывалась на незначительное время. До Второй мировой войны Сэнсом проработал в Японии почти 40 лет.
Пока он работал секретарем сэра Клауда Максвелла Макдоналда, миссия получила более высокий статус, став посольством, и Сэнсом присутствовал на переговорах об англо-японском союзе в 1905 году. Всю свою дипломатическую карьеру Сэнсом строил в Японии, изучая её, и в итоге стал профессионалом в области диалектов японского языка. Помимо карьеры дипломата, который мог легко находиться в японском обществе, общаться с высшими чинами власти, Сэнсом также строил в Японии  карьеру ученого, которого он открыл в себе в 1920-1930-х годах, став ведущим западным ученым, специализирующимся в области японского языка, культуры и истории. В 1928 году он опубликовал «Историческую грамматику японского языка», а в 1931 году «Япония: Краткая история культуры». Вторая из которых до сих пор широко используется как учебный текст, которая принесла Сэнсому известность как ученому и писателю. Написанная в прекрасном изящном стиле, она остается одной из классических западных книг о Японии.
Сэнсом начал свою литературную карьеру в 1911 году с перевода «Записок от скуки» (Цурэдзурэ-гуса), автором которых являлся монах Ёсида Кэнко. Это один из самых значимых текстов периода Камакура.
Сэнсом собирался приехать в Лондон в 1915 году, но отказался из-за военной деятельности в связи с Первой мировой войной. Из иностранного отдела его перевели в военный, а затем отправили в Архангельск в России, чтобы предотвратить попытки шпионажа.
В 1920 году Сэнсом вернулся в Японию в качестве секретаря сэра Чарльза Элиота, кого интересовал буддизм в Японии, что совпадало с интересами Сэнсома, который увлекался японской культурой и историей.
В 1934 году Сэнсом стал членом Японской академии, а в 1935 году посвящён в рыцари, получив орден святого Михаила и орден святого Георга. После Второй мировой войны он служил в дальневосточной комиссии Вашингтоне. В 1947 году он принял предложение стать первым директором Института восточной Азии в Колумбийском университете и сыграл главную роль в послевоенный период в американском научном обществе в области преподавания японского языка и истории, а также изучения Японии. Сэнсом оставался в Колумбии до 1954 года и в течение этого времени он написал «Западный мир и Япония» (1951), он изучал взаимодействие с Японией и Западом с середины 16 века до конца 19 века.
После перевода в Стэнфордский университет ему было выделено время и необходимая финансовая поддержка, чтобы он мог закончить свой главный труд как ученого, работу своей жизни — трехтомную «Историю Японии», которая публиковалась между 1958 и 1963 годами. Этот труд он закончил, когда ему было 80 лет, всего за два года до его смерти.

## Работы Джорджа Сэнсома
1911 — перевод «Цурэдзурэ гуса»

1928 — Историческая грамматика японского языка

1946 — второе издание Исторического грамматики японского языка

1931 — Япония: Короткая история культуры

1942 — Послевоенные отношения с Японией

1949 — Западный мир и Япония: Обучение во взаимодействии европейской и азиатской культур.

1958 — История Японии до 1334 года.

1961 — История Японии 1334—1615 годы.

1963 — История Японии 1615—1867 годы.

1984 — Япония в мировой истории.

дата не известна — Воспоминания сэра Джорджа Сэнсома.